# Pomakochoria

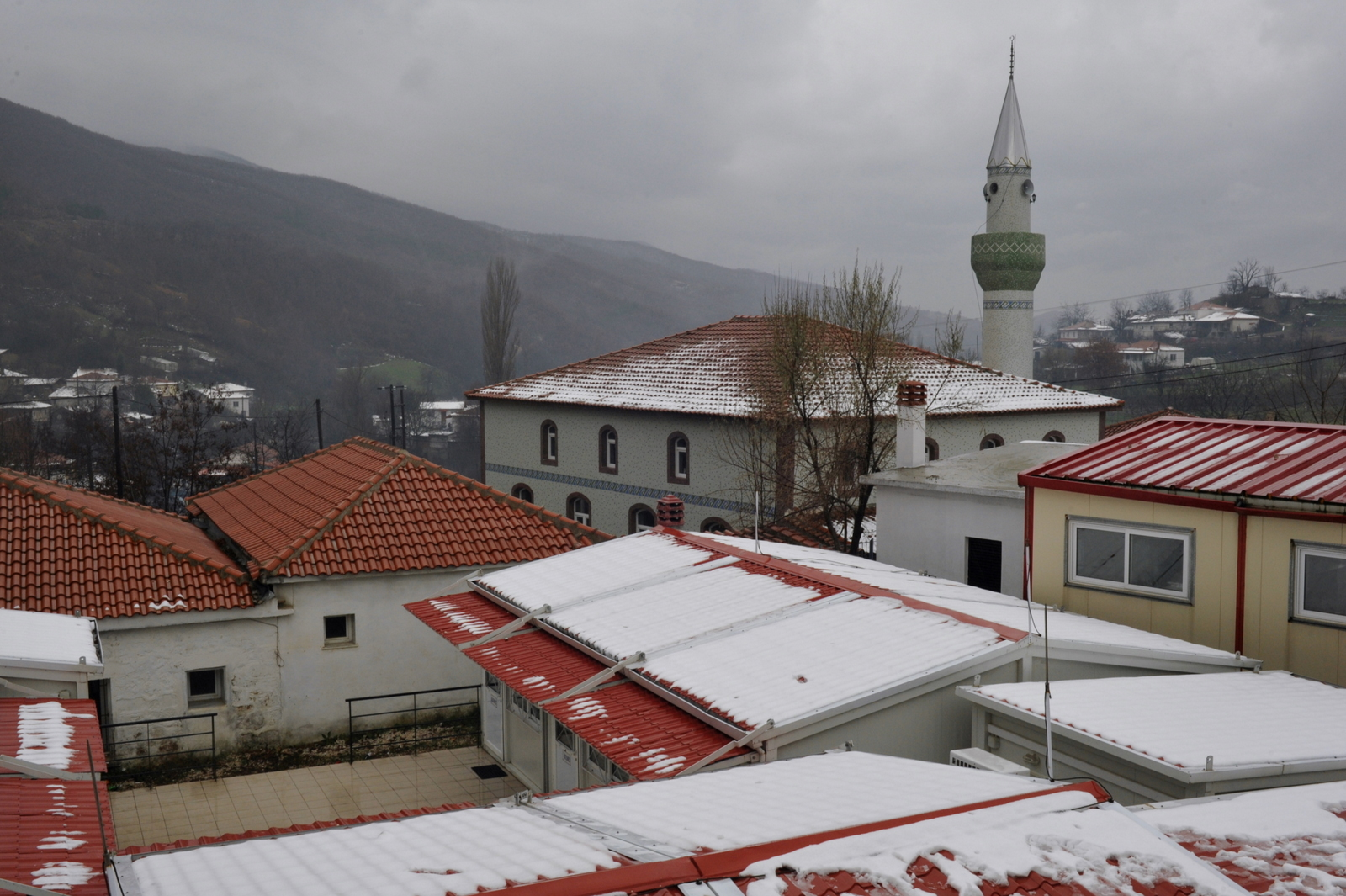
Orașul Organi înzăpezit (satul principal al Munților Vyrsini)

Pomakochoria (sau Pomacohoria; în greacă Πομακοχώρια) reprezintă satele din masivul Rodopi cu o populație predominant pomacă. În Grecia, Pomakochoria poate fi găsită în prefecturile Xanthi, Rodopi și Evros. Datorită caracterului muntos al zonei, satele din Pomakochoria sunt destul de izolate dar și-au păstrat caracterul pitoresc, arhitectura tradițională a caselor și cultura deosebită a Pomacilor.
În prefectura Xanthi, municipalitatea Myki satele Aimonio, Alma, Dimario, Echinos, Gorgona, Kentavros, Kirra, Kotyli, Kyknos, Mantaina, Myki, Oraio, Pachni și Theotokos sunt sate din Pomakochoria. Aceste sate sunt situate în zona de nord-est a municipiului Xanthi și în zona de nord a comunității Selero. Cele mai reprezentative sate sunt Kentavros, Glavki, Oraio, Kotyli, Satres și Thermes.
În prefectura Rodopi, comunitățile Organi și Kechrou constau exclusiv din sate din Pomakochoria. Aceste sate sunt situate în zona de nord a municipiului Fillyras, în zona de nord a municipiului Arrianon, în zona de nord a municipiului Sostos, în zona de nord a municipiului Iasmos precum și în zonele de nord-est ale municipiilor Komotini și Sapon. Cele mai reprezentative sate sunt Organi, Kechros, Neda, Chloe, Ano Vyrsini și Drymi.
În prefectura Evros, satele din Pomakochoria sunt situate în municipiul Orfea, în fostul district municipal Mikros Derios. Cele mai reprezentative sate sunt Mega Dereio, Sidirochori, Roussa și Goniko.
Aproximativ 160 de sate din Pomakochoria au fost înregistrate în Grecia. Sate pomace există și în Bulgaria în regiunile Blagoevgrad, Smolyan și Kardzali.
Cea mai importantă activitate economică a locuitorilor din Pomakochoria este cultivarea și prelucrarea primară a tutunului, mai exact, basma aromatică, care făcuse faimoasă regiunea Macedoniei de Est și Traciei în secolul al XIX-lea.

## Limba pomacă
În majoritatea satelor din Pomakochoria din prefectura Rodopi, limba pomacă este acum vorbită doar de bătrâni și a fost înlocuită treptat cu turca. Potrivit ghidului de călătorie Lonely Planet „Grecia”, în articolul despre zona Xanthi, se afirmă că în satele pomace locuitorii vorbesc foarte bine trei limbi: bulgara, turca și greaca. Ghidul subliniază, de asemenea, că dacă întrebi diferiți oameni despre originea lor etnică, vei obține răspunsuri diferite. În Grecia limba pomacă este considerată un dialect al bulgarei.
În septembrie 2010, echipa de televiziune franceză a postului TF3 a încercat să realizeze filmări în satul Thermes - Xanthi în contextul realizării unui video-reportaj despre satele pomace din Tracia de Vest. În timpul filmărilor, când a fost folosit cuvântul „Pomac”, locuitorii din zonă s-au opus filmărilor afirmând origine turcească.

## Imagini

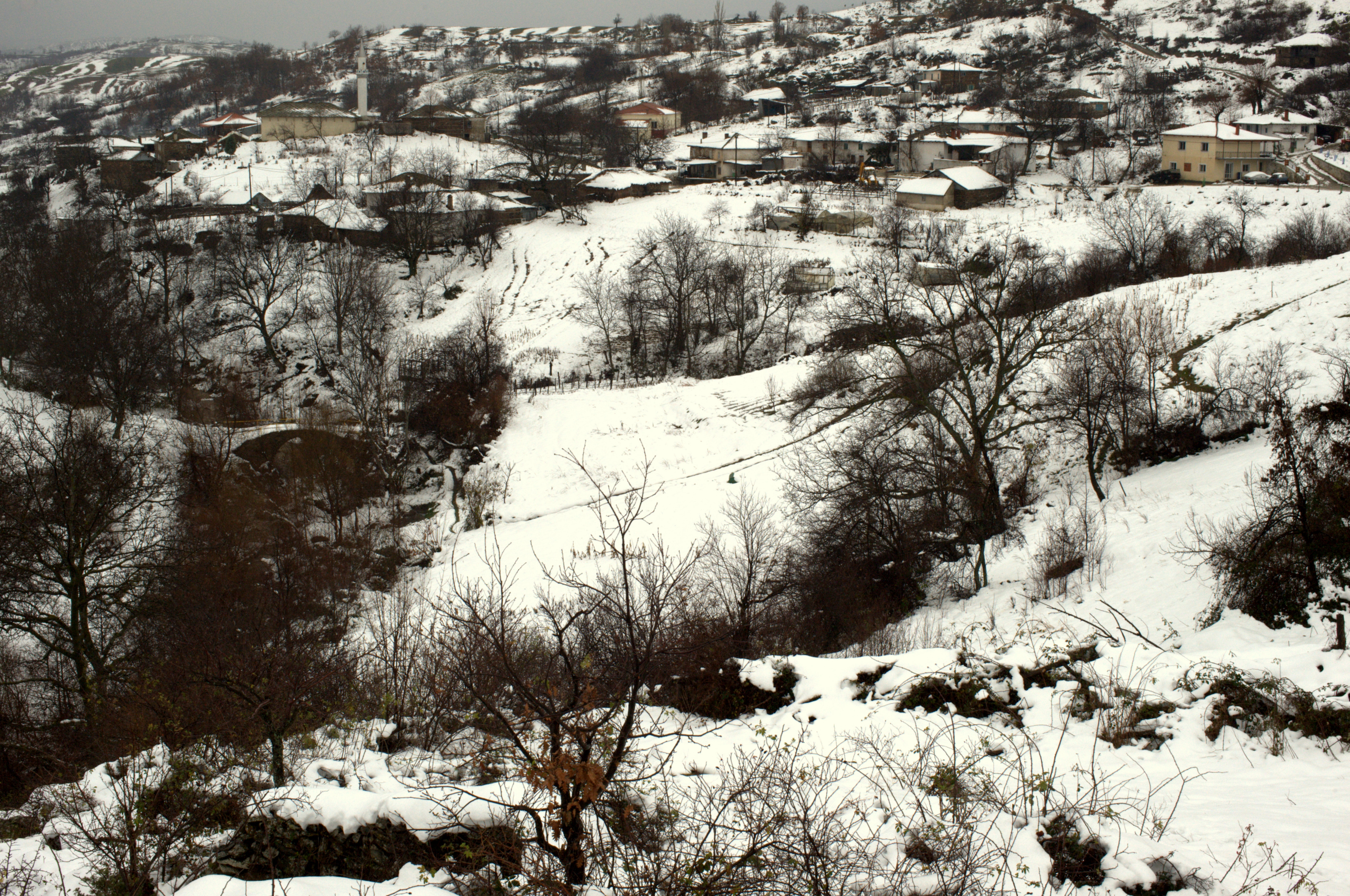
Satul Ano Vyrsini acoperit de zăpadă, munții Rodopi, granița dintre Grecia și Bulgaria.
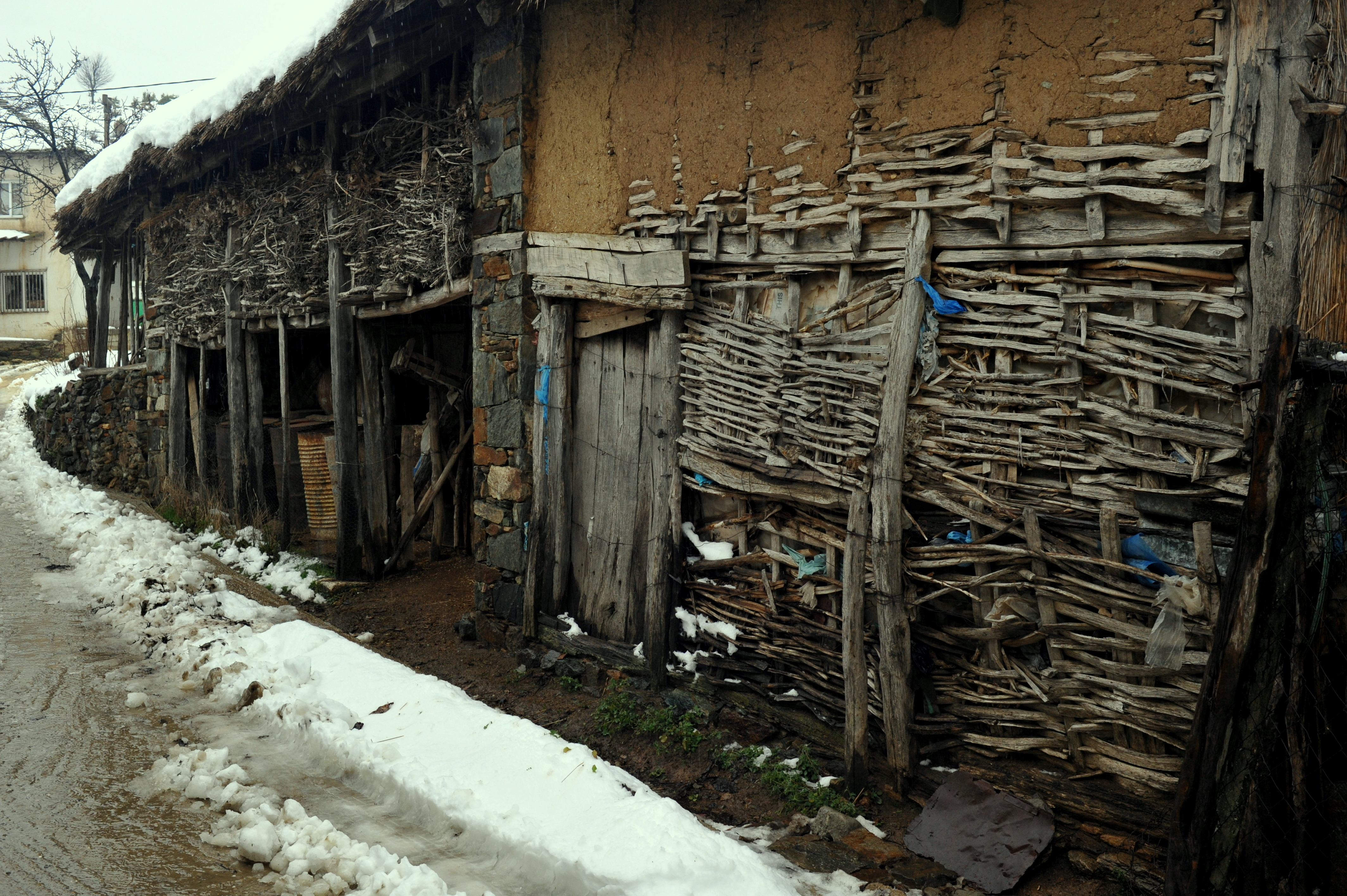
Satul Ano Vyrsini, detaliu de arhitectură într-o casă, munții Rodopi, granița dintre Grecia și Bulgaria.
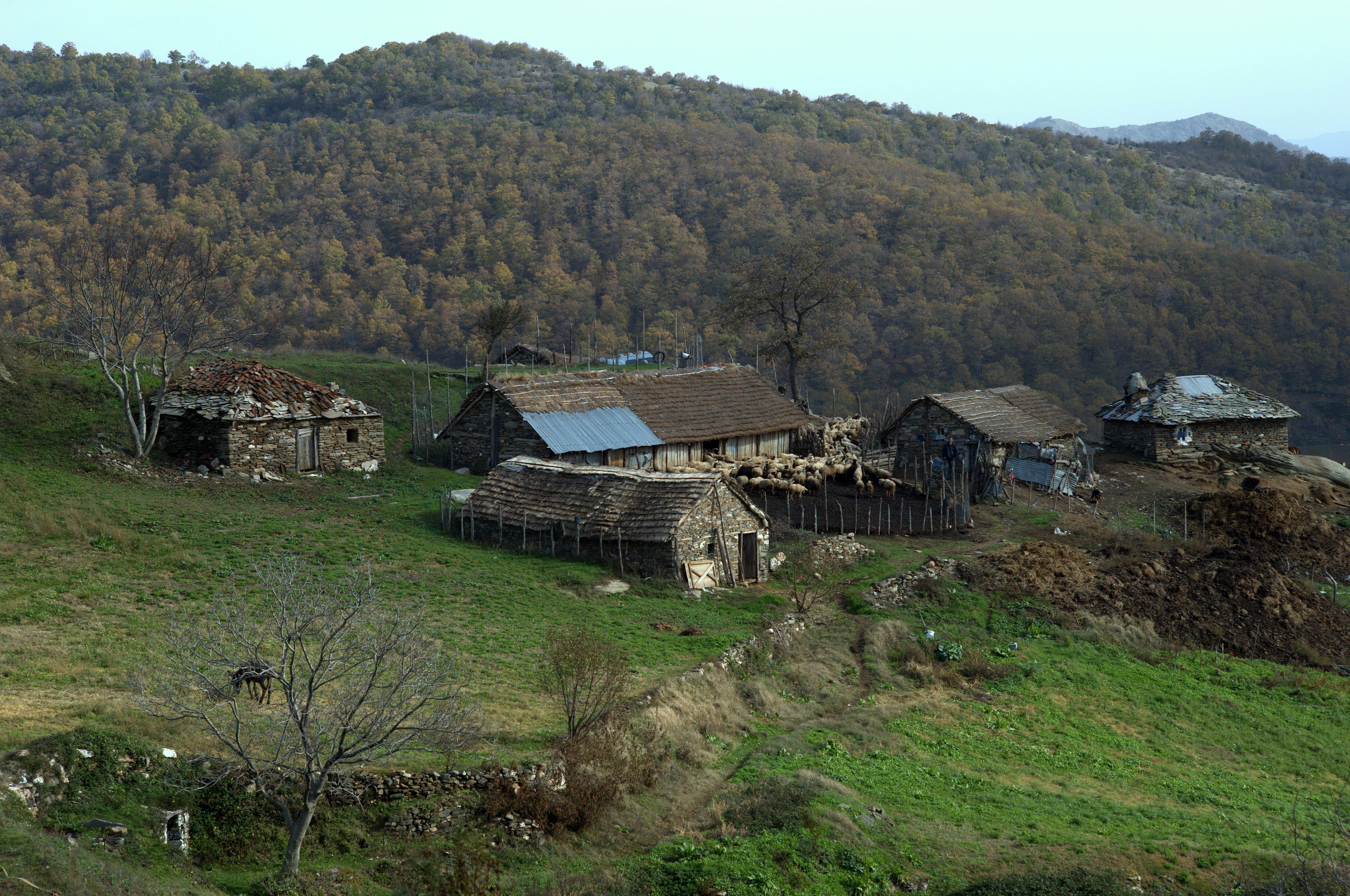
Așezare la Nord de satul Ano Kardamos, Rodopi.
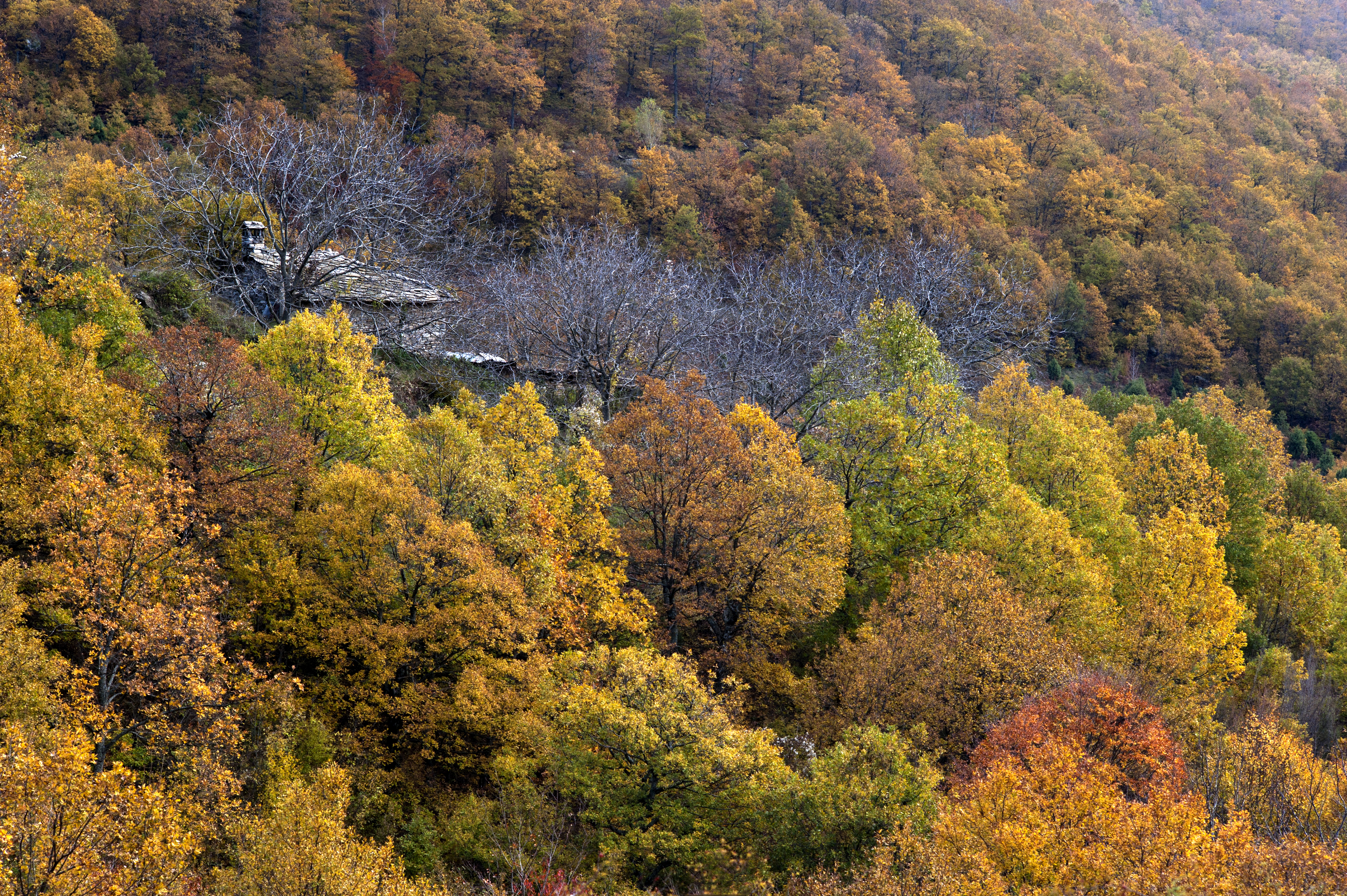
Peisaj de toamnă la Nord de satul Ano Kardamos, Rodopi.
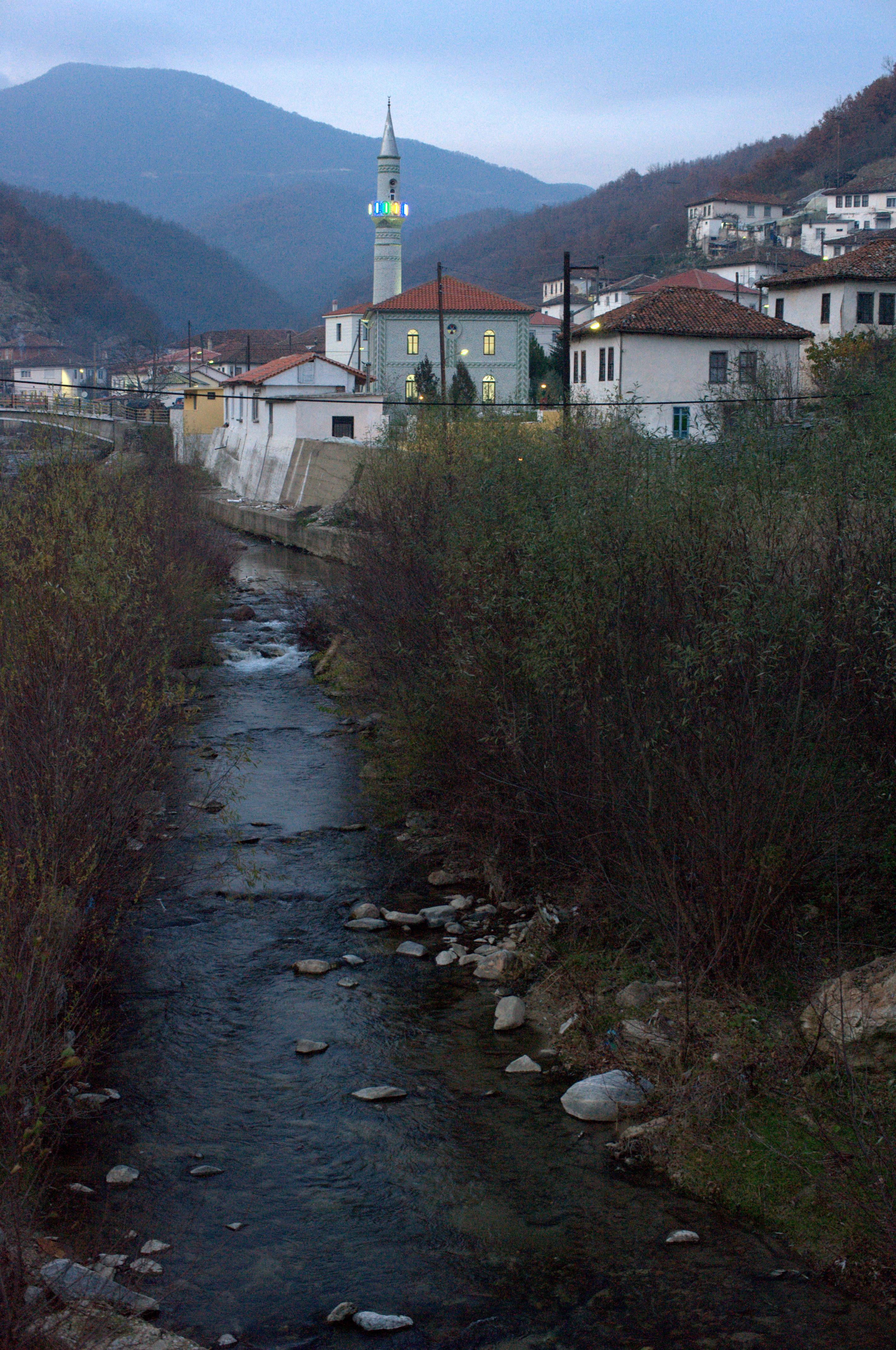
Satul Medusa din Xanthi de la granița dintre Grecia și Bulgaria.
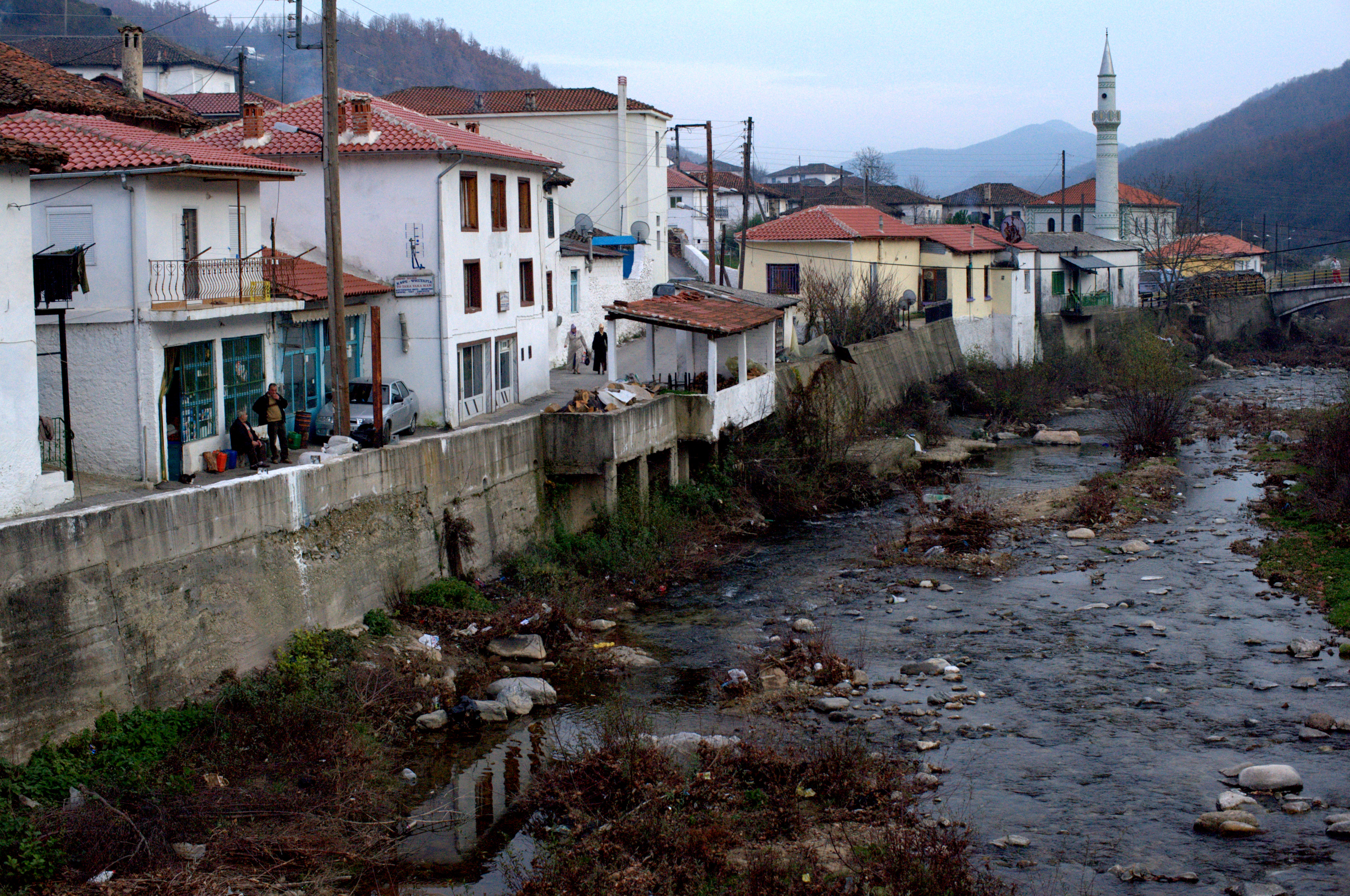
Satul Medusa din Xanthi de la granița dintre Grecia și Bulgaria.
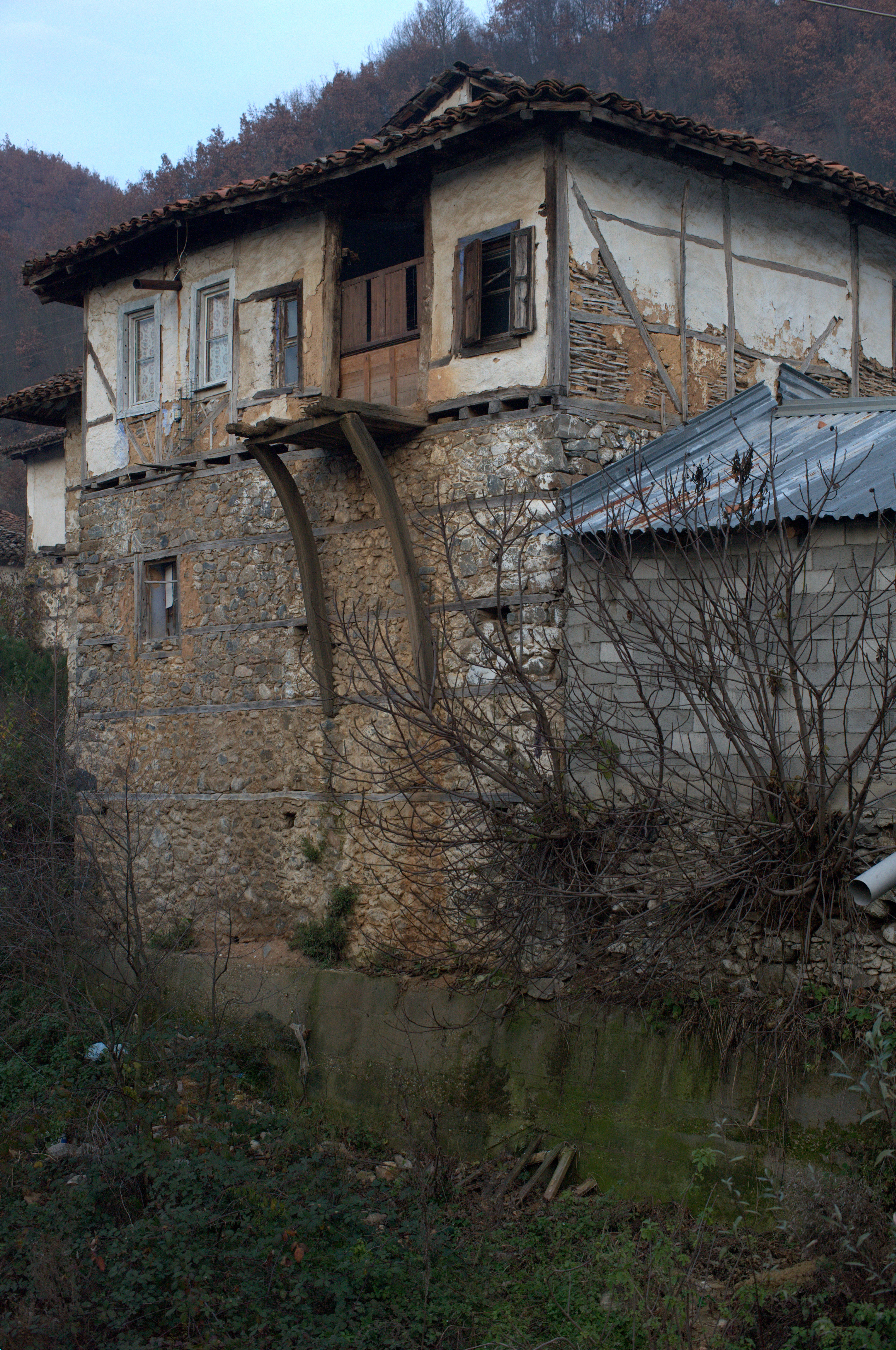
Satul Medusa din Xanthi de la granița dintre Grecia și Bulgaria.
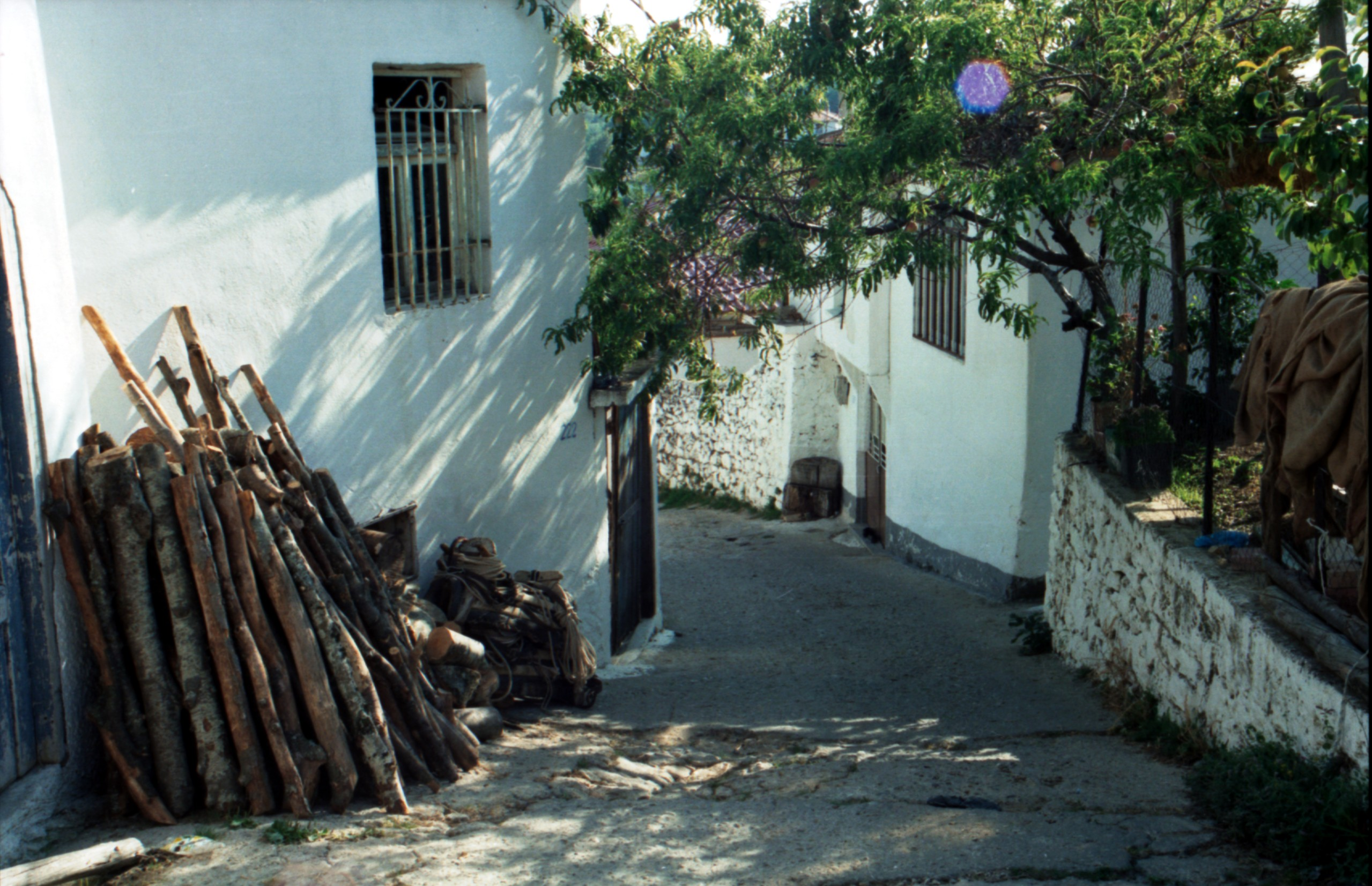
Alee din satul Oraio din Xanthi.